# Vaudreuil-Dorion
Vaudreuil-Dorion ist eine Stadt im Südwesten der kanadischen Provinz Québec. Sie liegt in der Region Montérégie, etwa 40 Kilometer westlich des Zentrums von Montreal. Vaudreuil-Dorion ist der Verwaltungssitz der regionalen Grafschaftsgemeinde (municipalité régionale du comté) Vaudreuil-Soulanges, hat eine Fläche von 72,73 km² und zählt 38.117 Einwohner (Stand: 2016). Die Stadt entstand 1994 aus der Fusion der Gemeinden Vaudreuil und Dorion.

## Geographie
Vaudreuil-Dorion liegt am Südufer des Lac des Deux Montagnes, im Mündungsbereich des Ottawa-Flusses in den Sankt-Lorenz-Stroms. Östlich des Sees liegen die zum Hochelaga-Archipel gehörenden Inseln Île de Montréal und Île Perrot. Die Stadt besteht aus zwei nicht zusammenhängenden Gebieten; dem größeren Teil am Seeufer mit den Siedlungen Vaudreuil und Dorion sowie der westlich gelegenen, ländlich geprägten Exklave Hudson Acres. Zum Stadtgebiet gehören auch Dutzende kleiner Inseln in der Baie de Vaudreuil; die drei größten von ihnen bilden das Schutzgebiet Réserve écologique des Îles-Avelle-Wight-et-Hiam.
Nachbargemeinden sind Vaudreuil-sur-le-Lac im Norden, L’Île-Perrot, Terrasse-Vaudreuil und Pincourt (alle auf der Île Perrot) im Osten, Pointe-des-Cascades und Les Cèdres im Süden, Saint-Lazare im Westen sowie Hudson im Nordwesten. Die Exklave Hudson Acres grenzt außerdem an Rigaud.

## Geschichte
Ende des 17. Jahrhunderts war die gesamte Region westlich der Île de Montréal ein wichtiges Gebiet für den Pelzhandel. Am 23. November 1702 überschrieb der Gouverneur von Neufrankreich, Hector de Callière, zwei Seigneuries westlich des Ottawa-Flusses. Eine gelangte in den Besitz von Philippe de Rigaud de Vaudreuil, dem damaligen Gouverneur von Montreal, die andere ging an dessen Schwager Joybert de Soulanges. Der Ort Vaudreuil wuchs aufgrund seiner abgeschiedenen Lage nur langsam. Die Kirche Saint-Michel de Vaudreuil entstand zwischen 1783 und 1789.
1845 erfolgte die Gründung der Gemeinde Vaudreuil. Mit der Eröffnung der Grand Trunk Railway im Jahr 1853 entwickelte sich am Bahnhof der Ort Dorion, benannt nach dem Politiker Antoine-Aimé Dorion. Der Ort wurde 1891 eine eigenständige Gemeinde. Einen weiteren Wachstumsschub gab es mit der Eröffnung der Autobahnen von Montreal nach Toronto bzw. Ottawa. 1963 erhielt Vaudreuil den Status einer Stadt. Am 16. März 1994 schlossen sich Vaudreuil und Dorion zur Stadt Vaudreuil-Dorion zusammen. Seit 2000 ist sie Mitglied des Gemeindeverbandes Communauté métropolitaine de Montréal.

## Bevölkerung
Gemäß der Volkszählung 2011 zählte Vaudreuil-Dorion 33.305 Einwohner, was einer Bevölkerungsdichte von 459,3 Einw./km² entspricht. 64,2 % der Bevölkerung gaben Französisch als Hauptsprache an, der Anteil des Englischen betrug 19,6 %. Als zweisprachig (Französisch und Englisch) bezeichneten sich 1,8 %, auf andere Sprachen und Mehrfachantworten entfielen 14,4 %. Ausschließlich Französisch sprachen 27,3 %. Im Jahr 2001 waren 86,2 % der Bevölkerung römisch-katholisch, 6,2 % protestantisch und 6,3 % konfessionslos.

## Verkehr
Vaudreuil-Dorion ist ein bedeutender Knotenpunkt des kanadischen Schienenverkehrs. Am Bahnhof Dorion verzweigt sich die von Montreal her kommende Eisenbahnlinie in Richtung Ottawa und Toronto. Die Verkehrsgesellschaft exo betreibt eine Vorortseisenbahnlinie, die vom Bahnhof Lucien-L’Allier in Montreal über Dorion und Vaudreuil nach Hudson führt. Die Feinerschließung in der Stadt übernehmen mehrere exo-Buslinien.
Die Stadt wird von drei Autobahnen tangiert. Im Norden überquert die Autoroute 40 auf der Pont de l’Île-aux-Tourtes den Lac des Deux Montagnes und geht an der Grenze zur Provinz Ontario in den Highway 417 nach Ottawa über. Im Süden verläuft die Autoroute 20 in Richtung Toronto, die den Ottawa-Fluss auf der Pont Taschereau überquert, auf Stadtgebiet auf einem kurzen Teilstück zu einer nicht richtungsgetrennten Innerortsstraße wird und an der Provinzgrenze in den Highway 401 übergeht. Diese beiden Autobahnen werden durch die Autoroute 30 (früher Autoroute 540) miteinander verbunden, die seit 2012 den Sankt-Lorenz-Strom überquert.

## Bilder

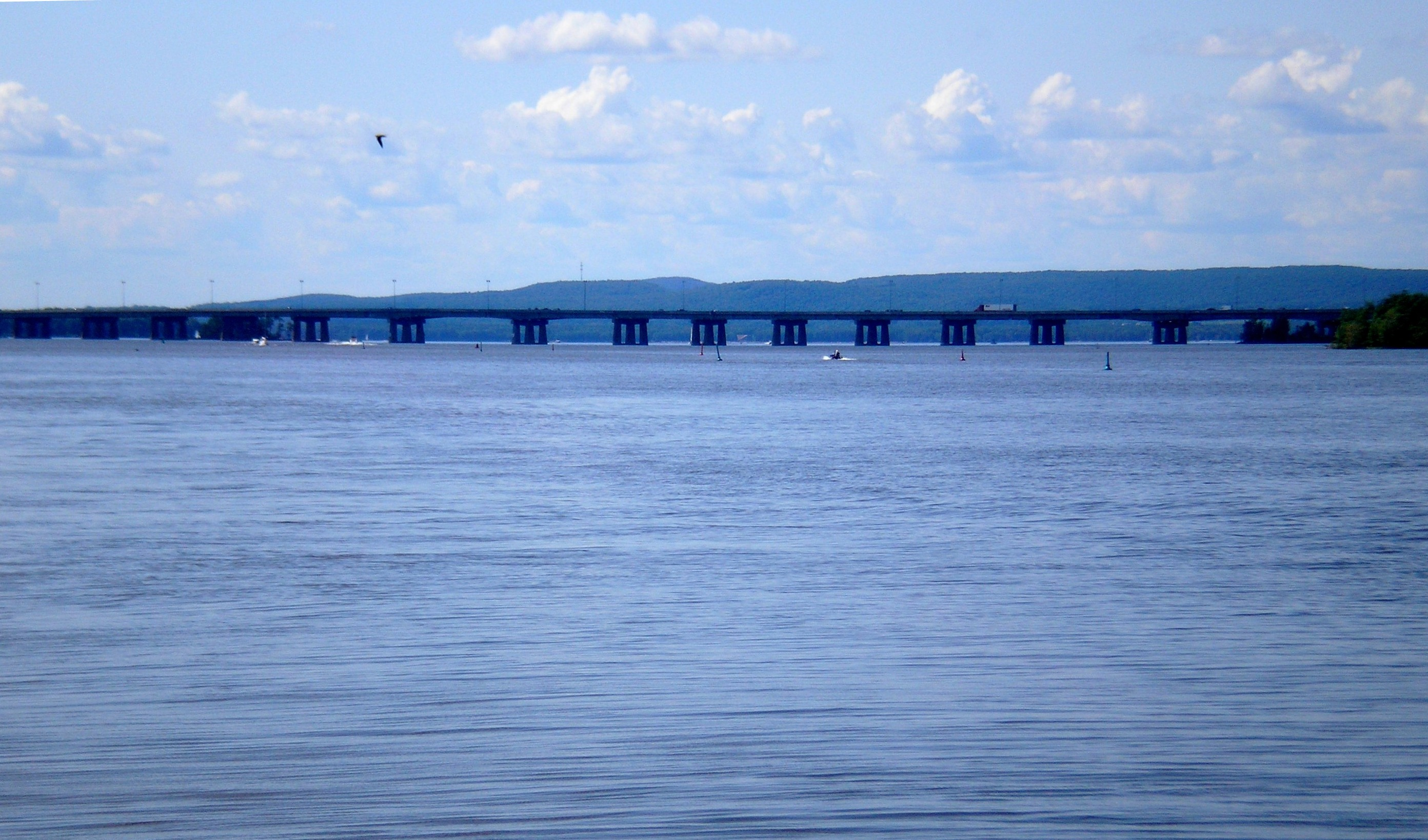
Pont de l’Île aux Tourtes über den See
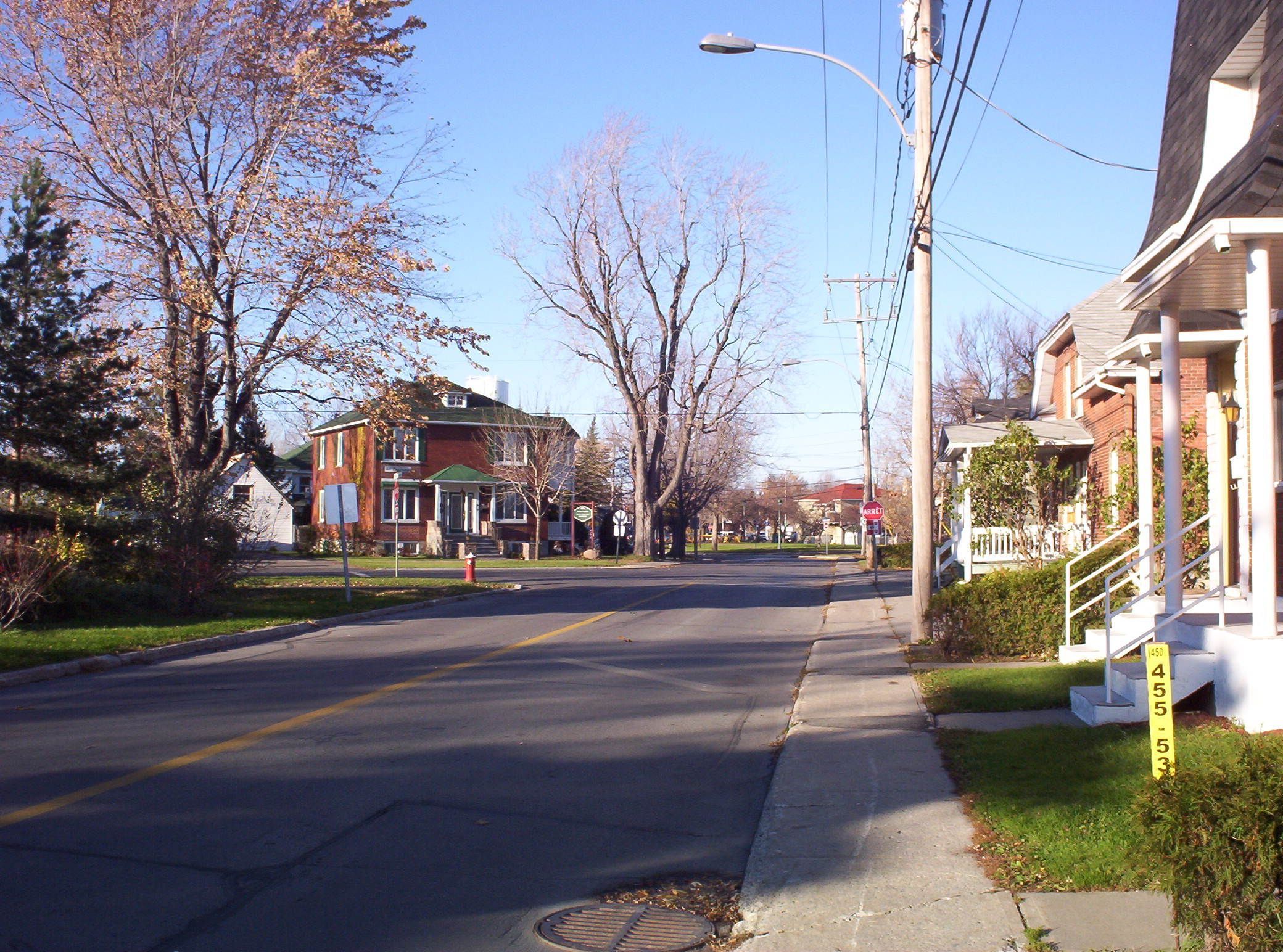
Avenue Saint-Jean-Baptiste in Dorion
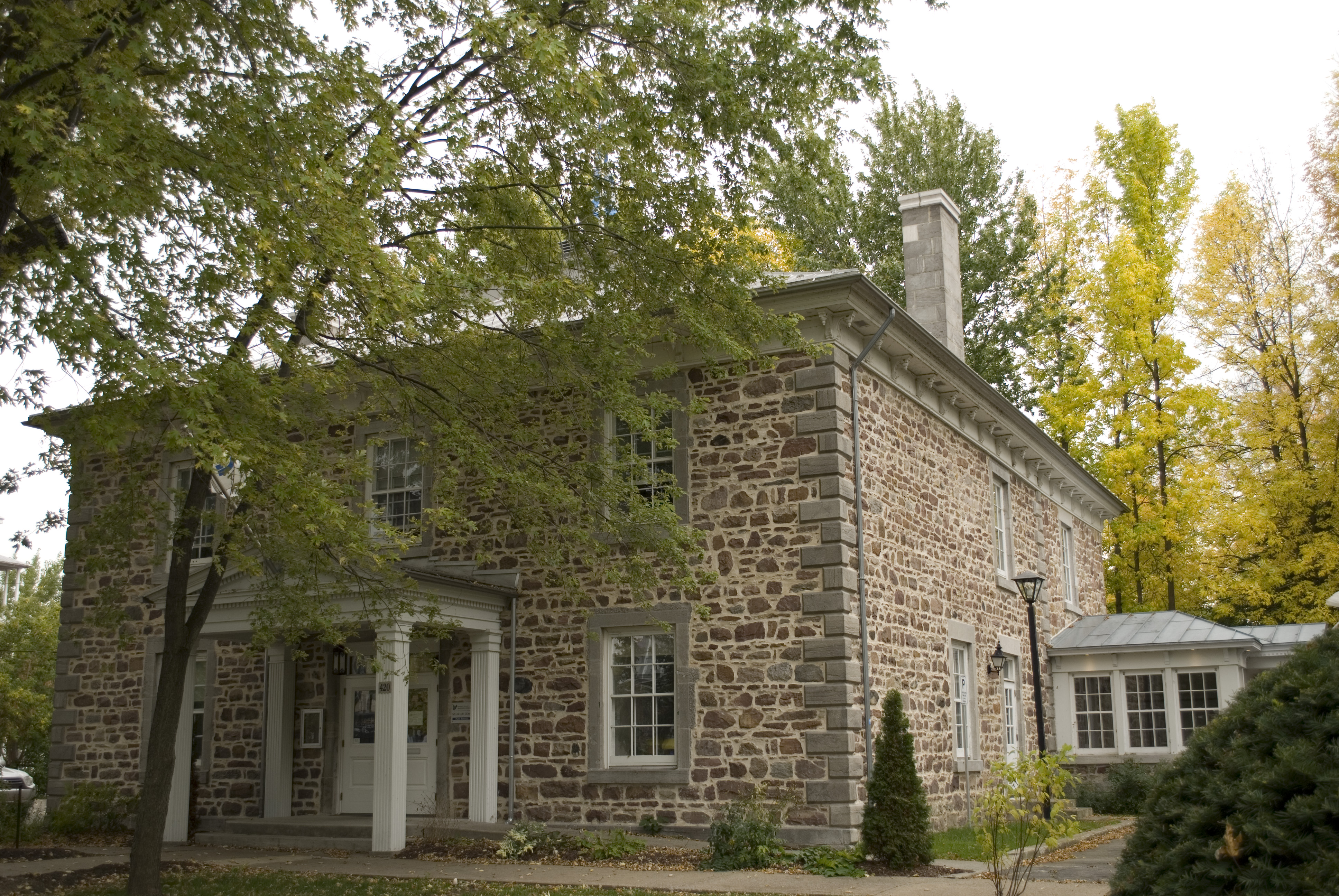
Altes Gerichtsgebäude

## Persönlichkeiten
- Maxime Deschamps (* 1991), Eiskunstläufer